# Crioesclerosis
La crioesclerosis o crioescleroterapia es un tipo de criocirugía usada por criugía estética que consiste en ocluir venas varicosas con ayuda del frío, por lo que se caracteriza por ser una técnica que combina la química de ciertas sustancias y la física del frío. El frío tiene también la peculiaridad de potenciar la acción de medicamentos en el endotelio vascular. La temperatura del líquido inyectado con una jeringa suele ser de aproximadamente -40 °C aunque suele ser levemente mayor al salir de la aguja. Tales temperaturas pueden obtenerse mediante equipos especiales de refrigeración de CO2. A pesar de utilizar la perforadora de una jeringa endovascular, se considera una técnica percutánea, porque emplea la clásica disección quirúrgica.
Un método desarrollado por Manuel Ripoll Sánchez de Palma de Mallorca, la crioesclerosis mejora los resultados de la esclerosis tradicional consiguiendo evitar las pigmentaciones posteriores al tratamiento.

## Técnica
La crioesclerosis se realiza con una “criojeringuilla”, un dispositivo que consta de dos compartimentos. En uno se coloca la jeringuilla con el esclerosante especial, glicerina cromada, que tolera las bajas temperaturas (-40 °C) sin congelar y en el otro compartimento la nieve carbónica que es la que aporta el frío necesario para que el esclerosante alcance y mantenga esos -40 °C durante los 30 mn que dura la sesión. 
El esclerosante mediante la “criojeringuilla” se introduce en pequeños y medianos vasos varicosos a tratar y mediante la contracción de las paredes del mismo, debido al frío y al esclerosante en sí, dichas paredes se unen, quedando ese trayecto eliminado de la circulación sanguínea.

## Beneficios
Los resultados de la crioesclerosis suelen ser comparables a los de otras técnicas, es rápida, segura y se prefiere por sus resultados cosméticos.
Resultados evidentes desde la primera sesión tanto en eliminación de varículas como la ausencia de “pesadez”, calor y otras molestias asociadas a la existencia de varices. Se puede combinar con otras técnicas como láser vascular.
Se evitan las pigmentaciones residuales. Excelente tolerancia por parte del paciente a la técnica. El procedimiento produce una sensación de pequeño “picotazo” o “escozor” de breve duración. Produce luego un pequeño enrojecimiento en la zona tratada por acción refleja del frío, que suele desaparecer en 24-48 horas.
En los vasos de mayor calibre, por la sangre existente en el vaso, puede haber una coloración oscura-violácea en el trayecto del mismo durante unos 15 a 20 días que se irá disolviendo poco a poco mediante la aplicación de una crema específica o evacuación del mismo para una rápida resolución.